# Kenton Slash Demon
Kenton Slash Demon er en Københavnsk techno duo fra Danmark, bestående af Jonas Kenton (synth, vokal) og Silas Moldenhawer (trommer). Begge er medlem af When Saints Go Machine.
| Musikgruppe | Spire Denne artikel om en dansk musikgruppe er en spire som bør udbygges. Du er velkommen til at hjælpe Wikipedia ved at udvide den. |